# 道本大飛
道本 大飛（どうもと ひろと、1998年12月6日 - ）は、神奈川県横浜市出身のサッカー選手。ポジションはMF。

## 来歴
藤の木SCでサッカーを始め、横浜栄FC、川崎フロンターレU-18を経て関東学院大学に進学した。大学での同期に北龍磨、北村椋太、武者大夢がいる。
卒業後は渡欧し、オーストリアのSVフェルトバッハに所属した。その後帰国し、横浜スポーツ&カルチャークラブのセカンドチームに加入した。
2022年12月13日にJ3リーグに所属するトップチームに来季から昇格することが発表された。2023年4月30日に行われたJ3リーグ・FC今治戦で後半開始から菊谷篤資に代わって途中出場しJリーグ初出場を記録した。同年7月30日の同リーグ・FC岐阜戦でJリーグ初得点を記録した。
2024年8月、いわてグルージャ盛岡に完全移籍。

## 所属クラブ
- 藤の木SC（横浜市立藤の木小学校）
- 横浜栄FC（横浜市立藤の木中学校）
- 2014年 - 2016年 川崎フロンターレU-18（神奈川県立永谷高等学校）
- 2017年 - 2020年 関東学院大学
- 2021年  SVフェルトバッハ
- 2022年  Y.S.C.C.横浜セカンド
- 2023年 - 2024年8月  Y.S.C.C.横浜
- 2024年8月 -  いわてグルージャ盛岡

## 個人成績
| 国内大会個人成績 | 国内大会個人成績 | 国内大会個人成績 | 国内大会個人成績 | 国内大会個人成績 | 国内大会個人成績 | 国内大会個人成績 | 国内大会個人成績 | 国内大会個人成績 | 国内大会個人成績 | 国内大会個人成績 | 国内大会個人成績 |
| 年度             | クラブ           | 背番号           | リーグ           | リーグ戦         | リーグ戦         | リーグ杯         | リーグ杯         | オープン杯       | オープン杯       | 期間通算         | 期間通算         |
| 年度             | クラブ           | 背番号           | リーグ           | 出場             | 得点             | 出場             | 得点             | 出場             | 得点             | 出場             | 得点             |
| 日本             | 日本             | 日本             | 日本             | リーグ戦         | リーグ戦         | リーグ杯         | リーグ杯         | 天皇杯           | 天皇杯           | 期間通算         | 期間通算         |
| ---------------- | ---------------- | ---------------- | ---------------- | ---------------- | ---------------- | ---------------- | ---------------- | ---------------- | ---------------- | ---------------- | ---------------- |
| 2023             | YS横浜           | 23               | J3               | 26               | 2                | -                | -                | -                | -                | 26               | 2                |
| 2024             | YS横浜           | 23               | J3               | 11               | 0                | 1                | 0                | -                | -                | 12               | 0                |
| 2024             | 岩手             | 41               | J3               | 9                | 0                | -                | -                | -                | -                | 9                | 0                |
| 2025             | 岩手             | 21               | JFL              |                  |                  | -                | -                |                  |                  |                  |                  |
| 通算             | 日本             | 日本             | J3               | 46               | 2                | 1                | 0                | -                | -                | 47               | 2                |
| 通算             | 日本             | 日本             | J3               |                  |                  | -                | -                |                  |                  |                  |                  |
| 総通算           | 総通算           | 総通算           | 総通算           | 46               | 2                | 1                | 0                | -                | -                | 47               | 2                |